# Андрианов, Михаил Степанович
Андрианов Михаил Степанович (род. 1917, пос. Кемерово Томской губернии — 1991 год, Барнаул) — советский партийный деятель, член ВКП(б) и КПСС, председатель Алтайского крайисполкома, депутат Верховного Совета РСФСР VI созыва.

## Биография
Родился 1917 году в пос. Кемерово Томской губернии.
Окончил политехнический институт. После окончания Военной ордена Ленина академии механизации и моторизации им. Сталина в 1942 году был направлен в действующую армию в звании старший техник-лейтенант. Участвовал в боях на Северо-Западном, 2-м Прибалтийском, 1-м Прибалтийском, 3-м Прибалтийском фронтах.
Осенью 1946 года демобилизован из Советской Армии в звании гвардии инженер-капитан с последней должности — помощник командира полка по технической части.
После демобилизации работал заместителем главного механика Барнаульского станкостроительного завода.
С 1949 года находился на работе в органах ВКП(б)-КПСС.
В 1956—1961 гг. — заведующий промышленно-транспортным отделом Алтайского крайкома КПСС. В 1961—1962 гг. — первый заместитель председателя Алтайского крайисполкома. 30 марта 1962 года утвержден председателем промышленного крайисполкома. В 1962—1964 — председатель промышленного крайисполкома, затем — первый заместитель Алтайского крайисполкома, председатель Алтайского краевого комитета народного контроля, с июня 1978 года по 1983 год — заместитель заведующего общим отделом Алтайского
крайисполкома.
Умер в 1991 году в Барнауле.